# Mara Santangelo
Mara Santangelo (Latina (Lácio), 28 de junho de 1981) é uma ex-tenista profissional italiana, aposentada em 2011 e conhecida por ser especialista em duplas.

## Grand Slam finais

### Duplas: 1 (1–0)
| Posição | Ano  | Campeonato    | Piso   | Parceira     | Oponentes                      | Placar      |
| Campeã  | 2007 | Roland Garros | Saibro | Alicia Molik | Katarina Srebotnik Ai Sugiyama | 7–6(5), 6–4 |

## WTA Tour finais

### Simples 2 (1–1)
| Legenda           |
| ----------------- |
| Grand Slam (0/0)  |
| Olímpiadas (0/0)  |
| WTA Tour (0/0)    |
| Tier I (0/0)      |
| Tier II (0/0)     |
| Tier III (1/1)    |
| Tier IV & V (0/0) |

| Posição | N. | Data              | Torneio   | Piso | Oponente           | Placar           |
| Campeã  | 1. | 19 Fevereiro 2006 | Bangalore | Duro | Jelena Kostanić    | 3–6, 7–6(5), 6–3 |
| Vice    | 1. | 18 Fevereiro 2007 | Bangalore | Duro | Yaroslava Shvedova | 4-6, 4-6         |

### Duplas: 12 (9–3)
| Legenda: Antes 2009     | Legenda: A partir de 2009 |
| ----------------------- | ------------------------- |
| Grand Slam (1/0)        |                           |
| Olímpiadas (0/0)        |                           |
| WTA Championships (0/0) |                           |
| Tier I (1/0)            | Premier Mandatory (0/0)   |
| Tier II (2/1)           | Premier 5 (0/0)           |
| Tier III (1/0)          | Premier (0/0)             |
| Tier IV & V (1/2)       | International (3/0)       |

| Posição | N. | Data              | Torneio       | Piso     | Parceira           | Oponentes                                      | Placar               |
| Campeã  | 1. | 3 Outubro 2004    | Hasselt       | Duro (i) | Jennifer Russell   | Nuria Llagostera Vives Marta Marrero           | 6–3, 7–5             |
| Vice    | 1. | 11 Outubro 2004   | Tashkent      | Duro     | Marion Bartoli     | Adriana Serra Zanetti Antonella Serra Zanetti  | 6-1, 3-6, 4-6        |
| Vice    | 2. | 8 Agosto 2005     | Estocolmo     | Duro     | Eva Birnerová      | Émilie Loit Katarina Srebotnik                 | 4-6, 3-6             |
| Campeã  | 2. | 11 Fevereiro 2007 | Pattaya City  | Duro     | Nicole Pratt       | Yung-Jan Chan Chia-Jung Chuang                 | 6–4, 7–6(4)          |
| Campeã  | 3. | 8 Abril 2007      | Amelia Island | Saibro   | Katarina Srebotnik | Anabel Medina Garrigues Virginia Ruano Pascual | 6–3, 7–6(4)          |
| Campeã  | 4. | 20 Maio 2007      | Roma          | Saibro   | Nathalie Dechy     | Tathiana Garbin Roberta Vinci                  | 6–4, 6–1             |
| Campeã  | 5. | 8 Junho 2007      | Roland Garros | Saibro   | Alicia Molik       | Katarina Srebotnik Ai Sugiyama                 | 7–6(5), 6–4          |
| Vice    | 3. | 19 Agosto 2007    | Los Angeles   | Duro     | Alicia Molik       | Květa Peschke Rennae Stubbs                    | 0-6, 1-6             |
| Campeã  | 6. | 25 Agosto 2007    | New Haven     | Duro     | Sania Mirza        | Cara Black Liezel Huber                        | 6–1, 6–2             |
| Campeã  | 7. | 10 Janeiro 2009   | Auckland      | Duro     | Nathalie Dechy     | Nuria Llagostera Vives Arantxa Parra Santonja  | 4–6, 7–6(3), [12–10] |
| Campeã  | 8. | 8 Março 2009      | Monterrey     | Duro     | Nathalie Dechy     | Iveta Benešová Barbora Záhlavová-Strýcová      | 6–3, 6–4             |
| Winner  | 9. | 18 Maio 2009      | Estrasburgo   | Saibro   | Nathalie Dechy     | Claire Feuerstein Stéphanie Foretz             | 6–0, 6–1             |

### Confrontos vs Tenistas da WTA
Tenistas que foram N. 1 estão em destaque.
- Martina Hingis 0-1
- Nadia Petrova 1-2
- Serena Williams 0–2
- Dinara Safina 0-3
- Elena Dementieva 0-2
- Jelena Janković 1-3
- Nicole Vaidišová 1-1
- Lindsay Davenport 0-1
- Elena Vesnina 1-1
- Flavia Pennetta 0-3
- Ana Ivanovic 0-2
- Agnieszka Radwańska 1-1